# Monceaux-l'Abbaye
Monceaux-l'Abbaye és un municipi francès, situat al departament de l'Oise i a la regió dels Alts de França. L'any 2007 tenia 165 habitants.

## Demografia

### Població
El 2007 la població de fet de Monceaux-l'Abbaye era de 165 persones. Hi havia 58 famílies de les quals 13 eren unipersonals (3 homes vivint sols i 10 dones vivint soles), 24 parelles sense fills i 21 parelles amb fills.
La població ha evolucionat segons el següent gràfic:
Habitants censats

### Habitatges
El 2007 hi havia 79 habitatges, 62 eren l'habitatge principal de la família, 11 eren segones residències i 6 estaven desocupats. 76 eren cases i 1 era un apartament. Dels 62 habitatges principals, 53 estaven ocupats pels seus propietaris, 8 estaven llogats i ocupats pels llogaters i 1 estava cedit a títol gratuït; 1 tenia una cambra, 2 en tenien dues, 15 en tenien tres, 16 en tenien quatre i 29 en tenien cinc o més. 57 habitatges disposaven pel capbaix d'una plaça de pàrquing. A 25 habitatges hi havia un automòbil i a 33 n'hi havia dos o més.

### Piràmide de població
La piràmide de població per edats i sexe el 2009 era:
| Homes | Edats   | Dones |
| ----- | ------- | ----- |
| 0     | 95 o +  | 0     |
| 0     | 90 a 94 | 0     |
| 0     | 85 a 89 | 0     |
| 1     | 80 a 84 | 0     |
| 3     | 75 a 79 | 2     |
| 4     | 70 a 74 | 7     |
| 6     | 65 a 69 | 4     |
| 5     | 60 a 64 | 5     |
| 0     | 55 a 59 | 5     |
| 10    | 50 a 54 | 4     |
| 4     | 45 a 49 | 9     |
| 9     | 40 a 44 | 10    |
| 4     | 35 a 39 | 3     |
| 2     | 30 a 34 | 7     |
| 6     | 25 a 29 | 2     |
| 8     | 20 a 24 | 5     |
| 11    | 15 a 19 | 13    |
| 5     | 10 a 14 | 7     |
| 6     | 5 a 9   | 8     |
| 3     | 0 a 4   | 3     |

## Economia
El 2007 la població en edat de treballar era de 110 persones, 79 eren actives i 31 eren inactives. De les 79 persones actives 68 estaven ocupades (38 homes i 30 dones) i 10 estaven aturades (6 homes i 4 dones). De les 31 persones inactives 10 estaven jubilades, 8 estaven estudiant i 13 estaven classificades com a «altres inactius».

### Ingressos
El 2009 a Monceaux-l'Abbaye hi havia 70 unitats fiscals que integraven 194 persones, la mediana anual d'ingressos fiscals per persona era de 14.509 €.

### Activitats econòmiques
Dels 4 establiments que hi havia el 2007, 3 eren d'empreses de construcció i 1 d'una empresa immobiliària.
Dels 2 establiments de servei als particulars que hi havia el 2009, 1 era un paleta i 1 guixaire pintor.
L'any 2000 a Monceaux-l'Abbaye hi havia 9 explotacions agrícoles que ocupaven un total de 280 hectàrees.

## Poblacions més properes
El següent diagrama mostra les poblacions més properes.